# Río Mocotíes
El río Mocotíes es un pequeño río de montaña ubicado en el estado Mérida de Venezuela, el mismo forma parte de la cuenca del río Chama. Nace a unos 3.512 m s. n. m. en los páramos de Veriguaca, en donde se le conoce como río Zarzales; al alcanzar la población de Las Tapias pasa a denominarse como río Mocotíes. Continúa su curso hacia el noreste hasta unirse con el río Chama recorriendo unos 120 km de longitud y formando una extenso y poblado valle denominado el valle del Mocotíes.

## Valle
El valle del Mocoties comprende parte de la Cordillera de Tovar dentro de Cordillera de Los Andes en su sección venezolana, el mismo es resultado de varios procesos geomorfológicos y alberga a una gran cantidad de poblaciones importantes dentro de la entidad como Santa Cruz de Mora, Tovar y Bailadores.